# Procesor de plată
Un procesor de plată este un sistem sau aplicație web care colectează și procesează plăți. Majoritatea siturilor web comerciale din Internet care oferă și vând un produs sau serviciu se bazează pe un astfel de sistem. Procesarea unei plăți poate fi efectuată atât de o instituție bancară care oferă și servicii online, cât și de firme independente (nu bănci), specializate în acest domeniu. Implementarea plăților online se face de exemplu printr-un formular web securizat (de exemplu prin tehnologia SSL), care colectează și trimite procesorului informațiile necesare plății (nume, adresa, cont etc.). De obicei, la sfârșitul transacției procesorul confirmă primirea, eventual chiar și execuția ordinului de plată.
Un procesor de plată răspândit în lume se numește PayPal și este oferit în Europa de către compania luxemburgheză PayPal; PayPal Luxemburg are drept proprietar compania americană PayPal, Inc. - cu sediul în California, SUA. În sfârșit, PayPal Inc. este deținută de către compania eBay.